# Stromboli
|  | Aquest article tracta sobre l'illa italiana. Vegeu-ne altres significats a «Stromboli (desambiguació)». |

Stromboli és una petita illa volcànica italiana que forma part de l'arxipèlag de les Eòlies, al mar Tirrè, al nord de la costa de Sicília.

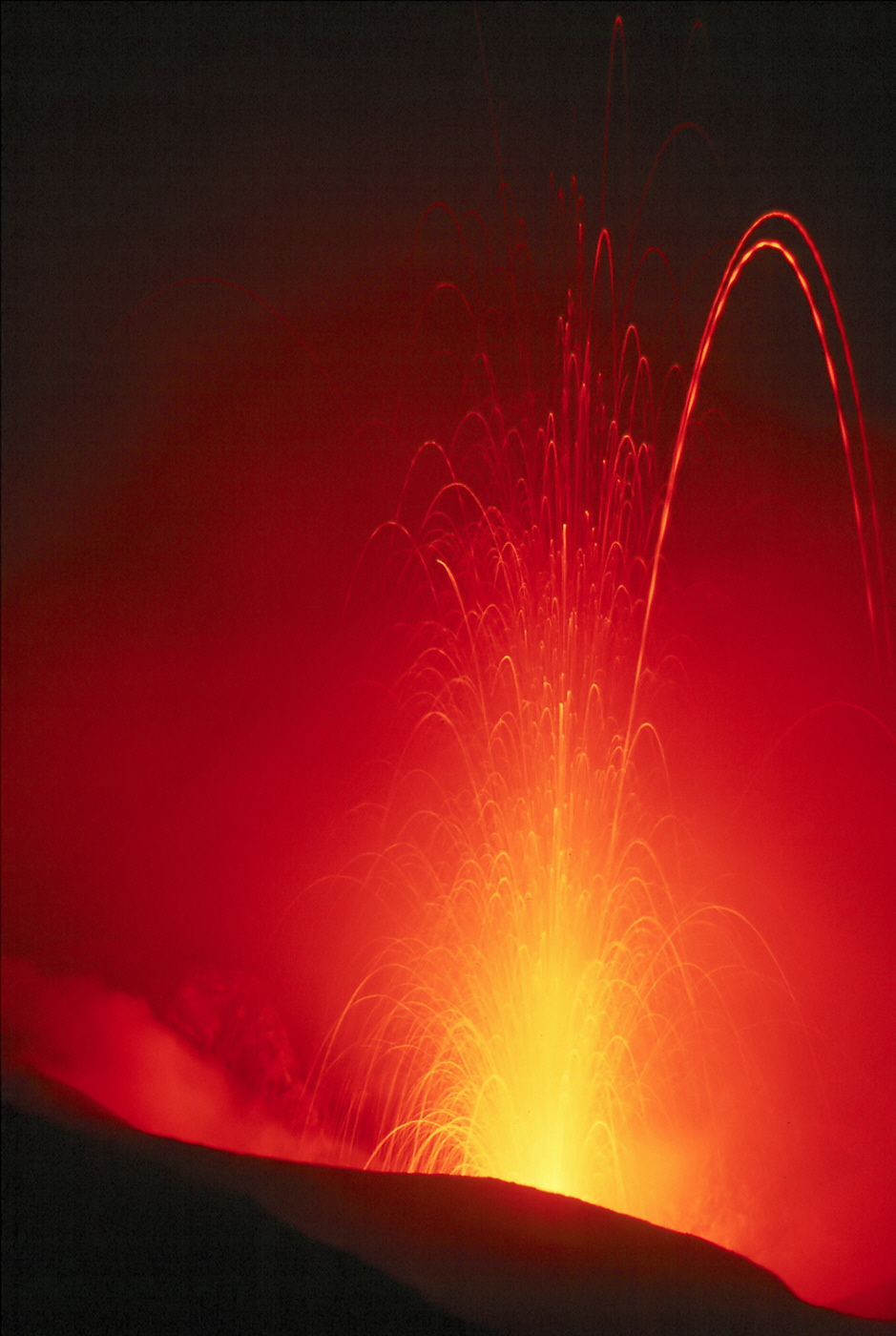
Erupció del 1980

L'illa, situada a l'extrem nord-oriental de l'arxipèlag, té una extensió de 12,6 quilòmetres quadrats. Administrativament, forma part del municipi de Lipari.
És l'única de les illes Eòlies en què el volcà, de 924 m d'altitud, continua actiu i és protagonista de contínues erupcions. El volcà ha donat nom als volcans estrombolians.
Stromboli ha estat habitada des de l'antiguitat més remota i la seva economia s'ha basat en la producció agrícola de vinya i oliveres, i en la pesca. Al segle xix, arribà a tenir una població de 4.000 habitants.
L'empitjorament de les condicions econòmiques i les importants erupcions dels anys 1930 comportaren que bona part dels habitants de l'illa emigressin, sobretot a Amèrica i Austràlia.
Avui dia en té uns 400, tot i que a l'estiu la població pot arribar als 4.000. Els principals nuclis habitats que queden a l'illa són San Vincenzo i Ginostra, que no estan comunicats per terra a causa de l'activitat volcànica contínua i només s'hi pot arribar per mar.
El 1949 el cineasta Roberto Rossellini hi filmà la pel·lícula Stromboli, terra di Dio, protagonitzada per Ingrid Bergman, la fama de la qual contribuí a donar a conèixer l'illa.
Jules Verne també utilitzà l'illa en la seva novel·la Viatge al centre de la terra, fent que els protagonistes emergissin del seu viatge subterrani justament al volcà de Stromboli.
La darrera erupció important va ser el 3 de juliol del 2019 i causà un mort i dos ferits.